# Lo squadrone si diverte
Lo squadrone si diverte (Les Gaietés de l'escadron) è un film francese del 1932 diretto da Maurice Tourneur.
Il film è tratto dal romanzo satirico L'allegro squadrone (1886) di Georges Courteline, che narra una serie di bozzetti caricaturali riguardanti la vita militare.
Dallo stesso romanzo di Courteline, nel 1954 è stato tratto anche il film italiano Allegro squadrone diretto da Paolo Moffa.

## Trama
Nel 51º reggimento dei cacciatori a cavallo dell'esercito francese, attorno al 1885, la monotonia è rotta dall'arrivo imprevisto dei riservisti e dalla preannunciata ispezione di un generale. Il reggimento, retto da regolamenti ridicoli applicati con ottusa ferocia dal maresciallo Flick, subisce una recrudescenza di rigore da parte del feroce maresciallo che spingeranno due soldati alla diserzione. Il paterno capitano Hurluret cercherà di difendere i soldati dall'odioso sottufficiale: il maresciallo Flick.